# 響水県
響水県（きょうすい-けん）は中華人民共和国江蘇省に位置する省直轄の県であり、しばらくの間、塩城市の代理管轄下に置かれている。

## 行政区画
- 鎮:響水鎮、陳家港鎮、小尖鎮、黄圩鎮、大有鎮、双港鎮、南河鎮、運河鎮